# Charleston Battery
Charleston Battery é um clube de futebol dos Estados Unidos, sediado em Charleston, no estado da Carolina do Sul. Fundado em 1993, o clube disputa a United Soccer League. É junto com o Richmond Kickers, o time mais velho atuando continuamente nos Estados Unidos. Suas cores são amarelo e preto.

## História
O clube foi fundado em 1993 por um grupo de entusiastas do futebol liderados por Tony Bakker, funcionário inglês da companhia Blackbaud. Para a sua primeira temporada, o clube contratou um experiente técnico da Universidade da Carolina do Sul, o americano Tim Hankinson.
O clube estreiou pela USISL, e a equipe ganhou seu primeiro torneio em 1996, vencendo a A-League, com uma vitória de 3x2 contra o Charlotte Eagles na final. Em 1999, o clube se mudou para o seu novo estádio, o MUSC Health Stadium, se tornando a primeira equipe fora da Major League Soccer a ter um estádio próprio.
Seu primeiro jogo de maior importância aconteceu em 2008, quando pela final da US Open Cup o clube enfrentou o D.C. United no RFK Stadium. após um empate de 1x1 em Charleston, o jogo foi decidido em Washington DC. O Charleston Battery chegou a estar na frente do placar mas com dois gols dos brasileiros Luciano Emilio e Fred, o D.C. United venceu o jogo por 2x1 e ganhou o título. Foi a última vez que um time sem ser da Major League Soccer participou da final
Em 2010 o time voltaria a conquistar um título, a USL Second Division, título que voltaria a conquistar em 2012

## Títulos
Campeão Invicto
| NACIONAIS      | NACIONAIS            | NACIONAIS | NACIONAIS  |
|                | Competição           | Títulos   | Temporadas |
| -------------- | -------------------- | --------- | ---------- |
| Estados Unidos | United Soccer League | 1         | 2012       |
| Estados Unidos | USL First Division   | 2         | 1996, 2003 |
| Estados Unidos | USL Second Division  | 1         | 2010       |

## Estatísticas

### Participações
|  | Participações em 2020 |

| Competição     | Competição               | Temporadas | Melhor campanha     | Estreia | Última | P | R |
| Estados Unidos | Lamar Hunt U.S. Open Cup | 20         | Vice-campeão (2008) | 1999    | 2020   |   | – |